# Carl Rottmann
Carl Anton Joseph Rottmann, né en 1797 à Handschuhsheim et mort en 1850 à Munich, est un peintre paysagiste bavarois.

## Biographie
Le père de Carl Rottmann enseigne le dessin à l'université et forme son fils. Le frère de Carl, Leopold, né en 1813, est également peintre de paysages. En 1821, Carl Rottmann est à Munich où il apprend le dessin. En 1825-1827, il voyage en Italie. C'est en 1830-1832 qu'il peint pour Louis ler de Bavière, sur une partie des murs des arcades du Hofgarten de Munich, une série de tableaux de paysages italiens. Carl Rottman est ensuite chargé, toujours par le roi Louis de Bavière, de représenter les lieux classiques de la Grèce. En 1834-1835, il visite ce pays et réalisera ultérieurement, à partir de ses dessins et aquarelles, 23 peintures murales sur des plaques de ciment installées dans une salle de la Nouvelle Pinacothèque. En 1841, Louis 1er le nomme peintre de la cour.

## Œuvres

### Jugements portés sur sa production
Charles Blanc, dans son Histoire des peintres de toutes les écoles distingue trois phases dans la vie artistique du peintre : « La première est représentée par un grand nombre de petits paysages tirés des montagnes de la Bavière, où le dessin est déjà parfait, mais le coloris insignifiant. La seconde période est particulièrement bien représentée par les vingt-huit paysages italiens des arcades au jardin du Palais-Royal (Hofgarten) de Munich ; ici la valeur réside avant tout dans la manière simple avec laquelle l'artiste, sans la moindre recherche, a su rendre le caractère distinct et local de chacun des sites. La troisième manière se manifeste dans les vingt-trois paysages grecs de la salle spécialement consacrée à ces compositions, au fond de la Nouvelle Pinacothèque de Munich, où le peintre les a exécutées en partie à l'encaustique et en partie à la résine. » 
Louis Lange, dans son catalogue des tableaux de paysages grecs, apprécie les qualités du paysagiste : « Ses paysages nous font l'effet d'une œuvre architecturale avec la vie de plus qui y circule abondamment. Chaque partie y est équilibrée par les autres parties ; ce que la nature offrait y est dominé par un rythme mystérieux qui fait de chaque paysage un magnifique poème, où rien ne trouble l'harmonie de l'ensemble. »

### Peintures et dessins
- Les 26 tableaux de paysages grecs représentent[4] Nemée, Micène, Corinthe, la banlieue de Pronia à Nauplie, le lac Copaïs, Naxos, Chalkis, Égine, Poros, Marathon, Epidaure, Aulis, Delos, montagne de Sparte, vallée de l'Olympe, Salamine, Sicyone, murailles des Cyclopes de Tirynthe, ruines de Thèbes, Eleusis, Athènes.
- Vallée avec les ruines d'une chapelle 1826
- Taormine et l'Etna 1828
- La tombe d'Archimède à Syracuse 1831

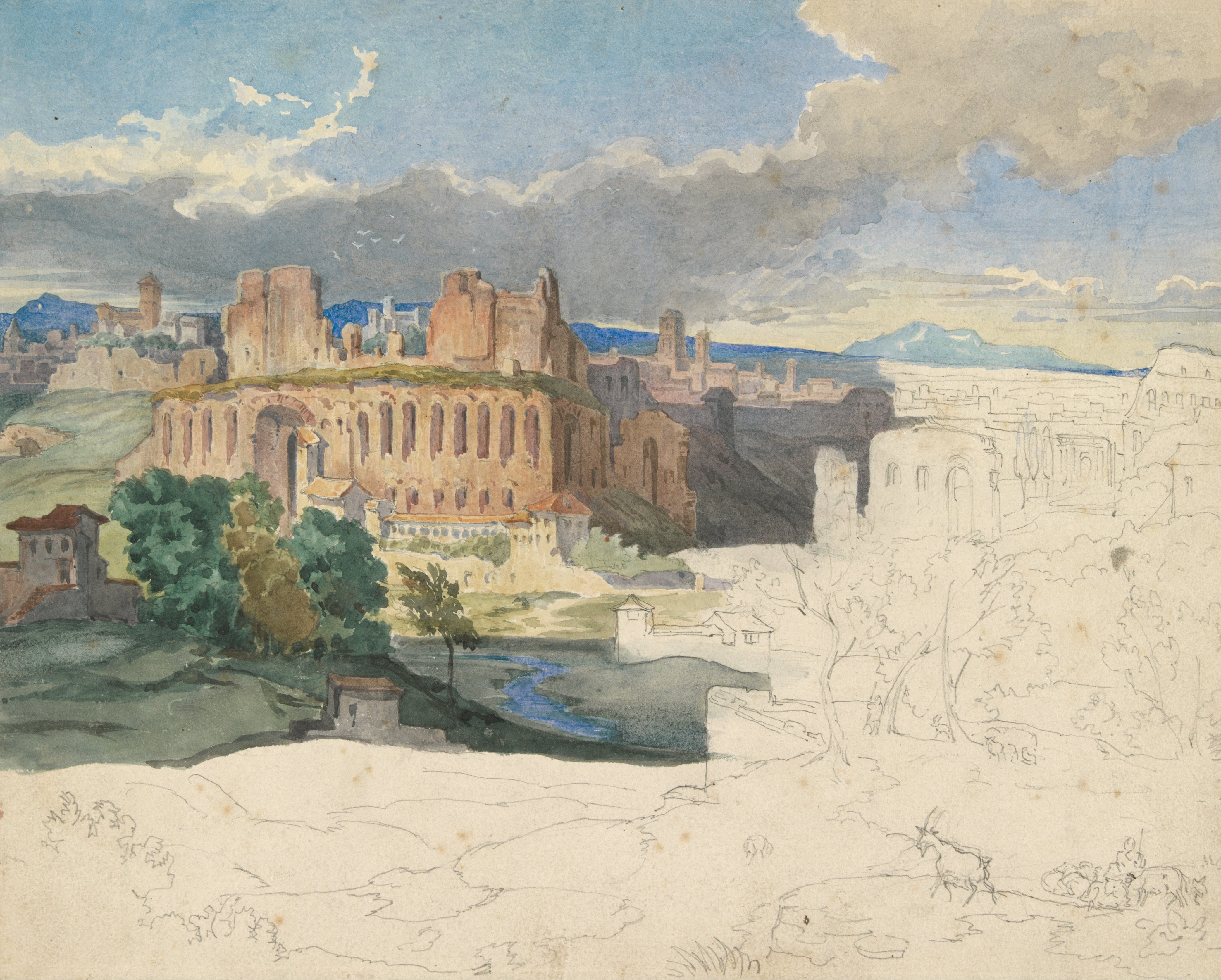
Ruines, Rome, 1831, aquarelle, gouache.
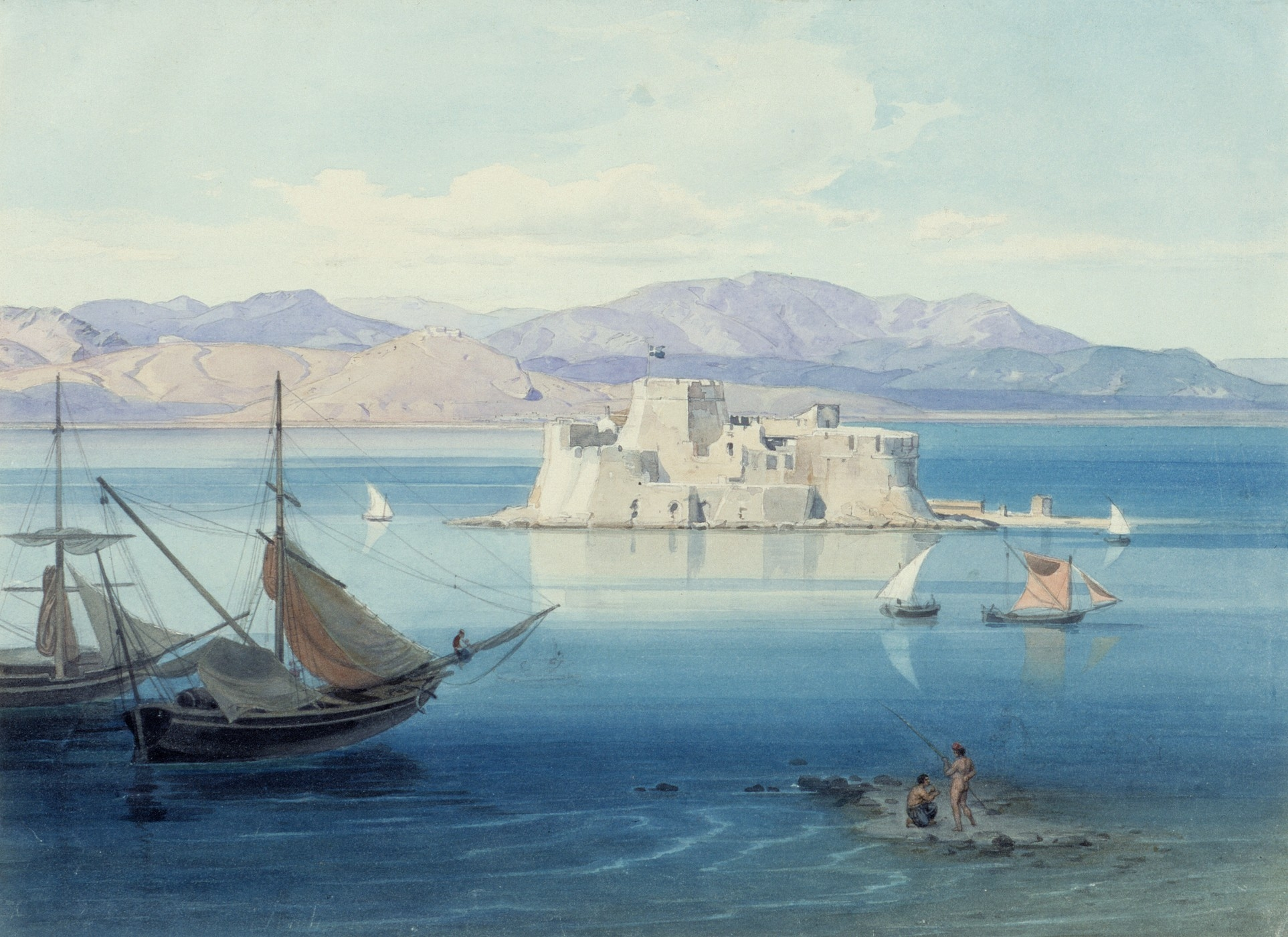
Nauplie, Argos en fond.
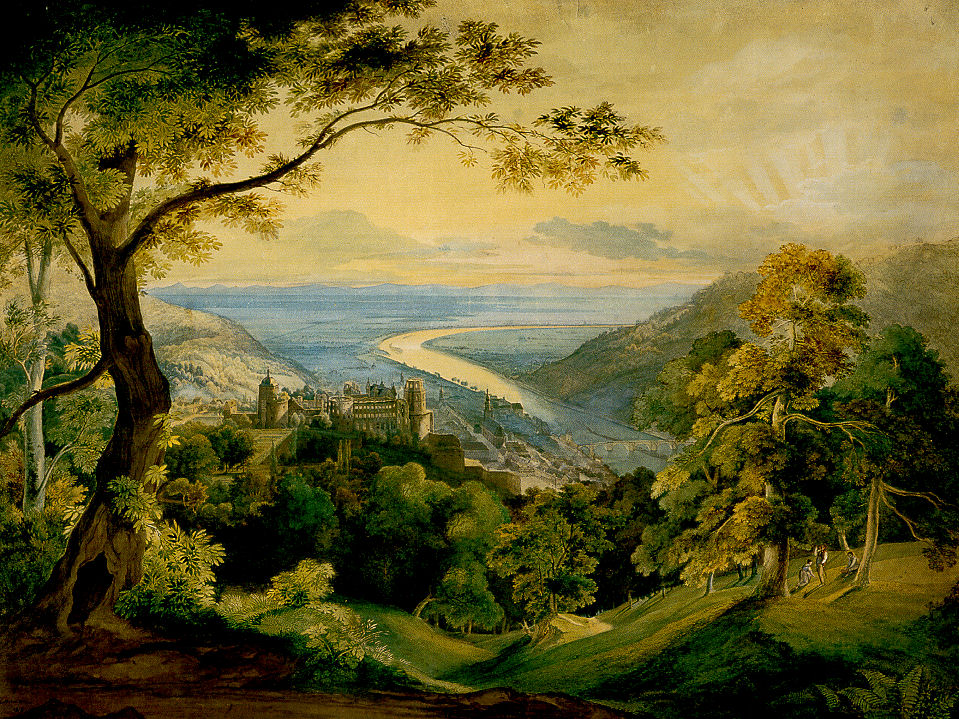
Château d'Heidelberger, 1815.
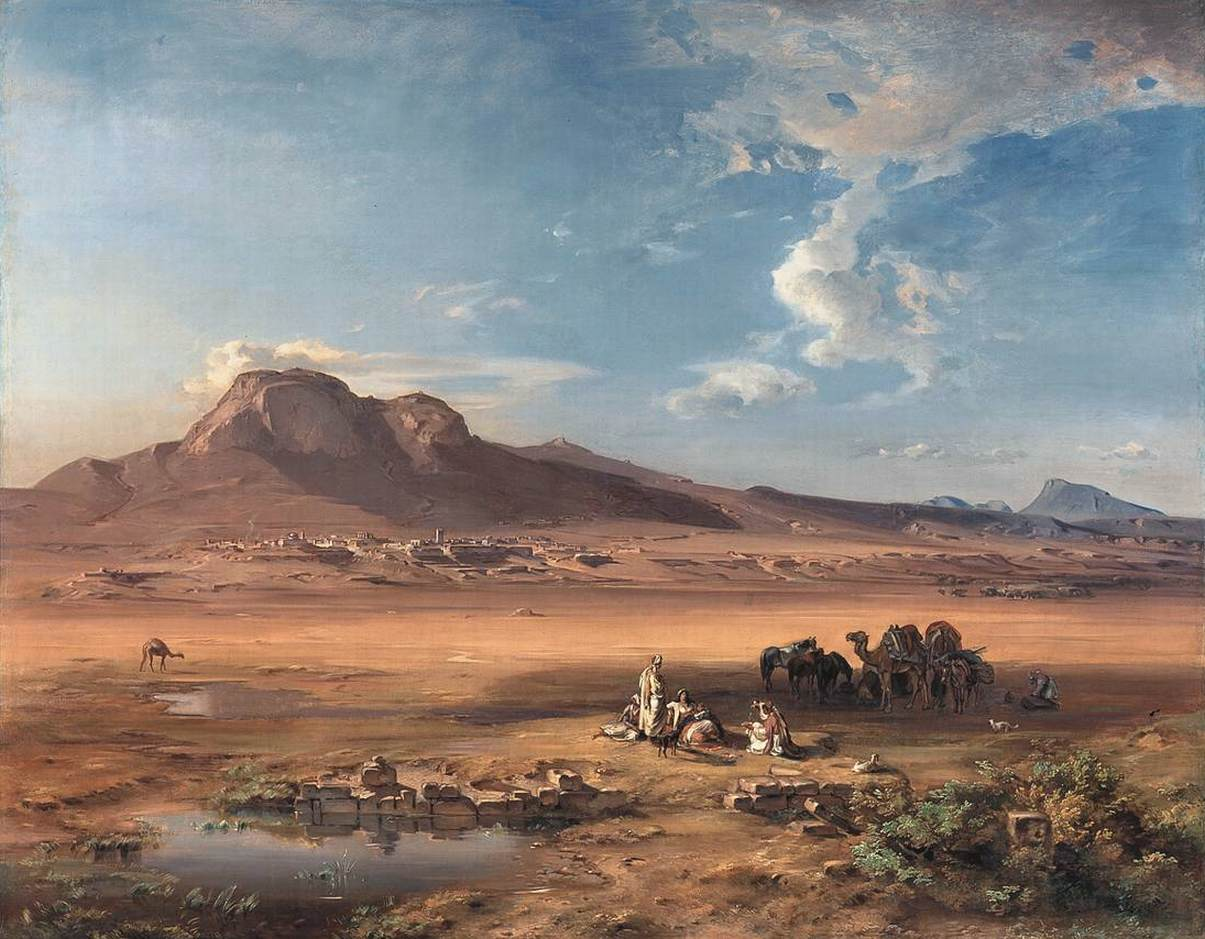
Corinthe, 1847.
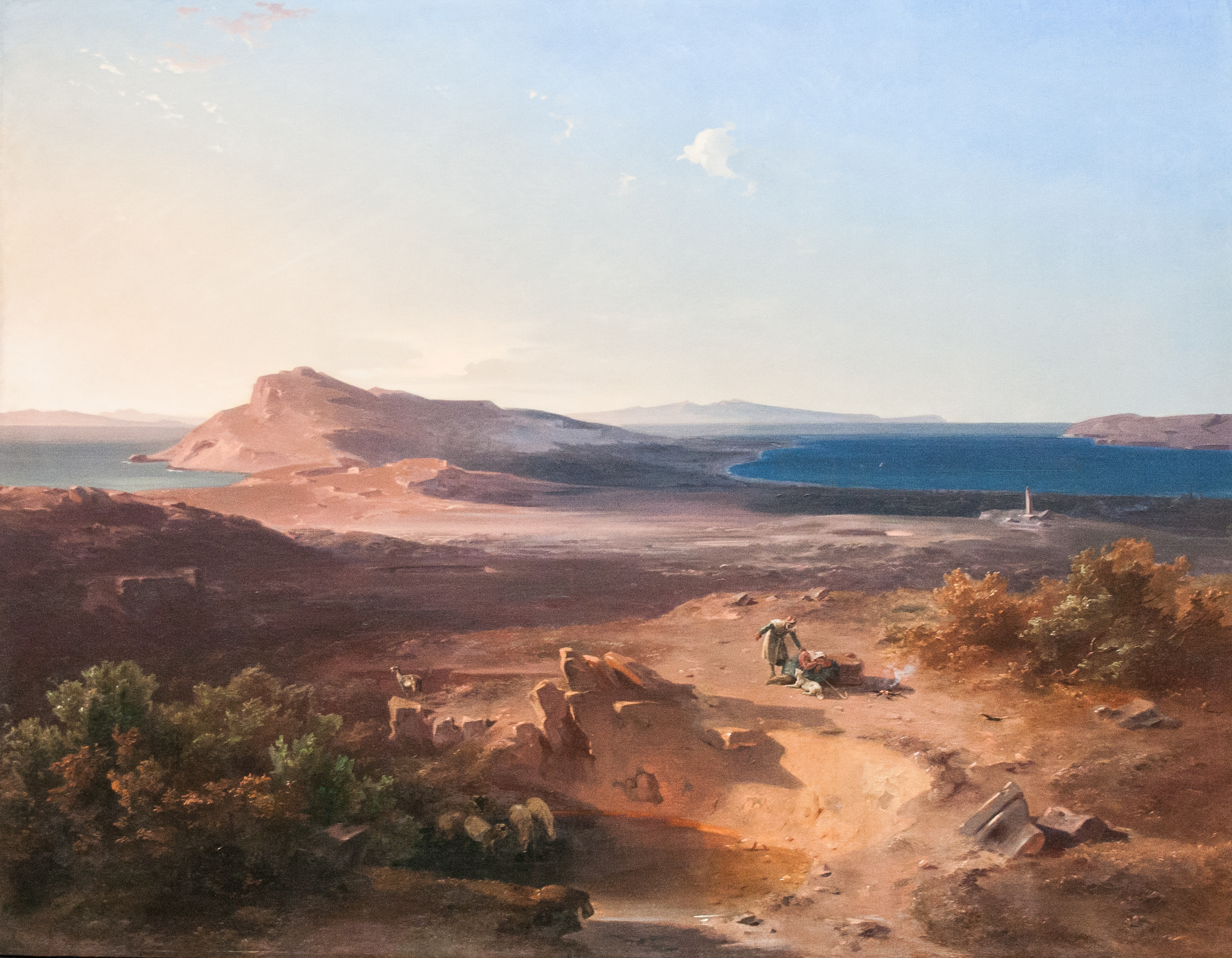
Delos, 1840.
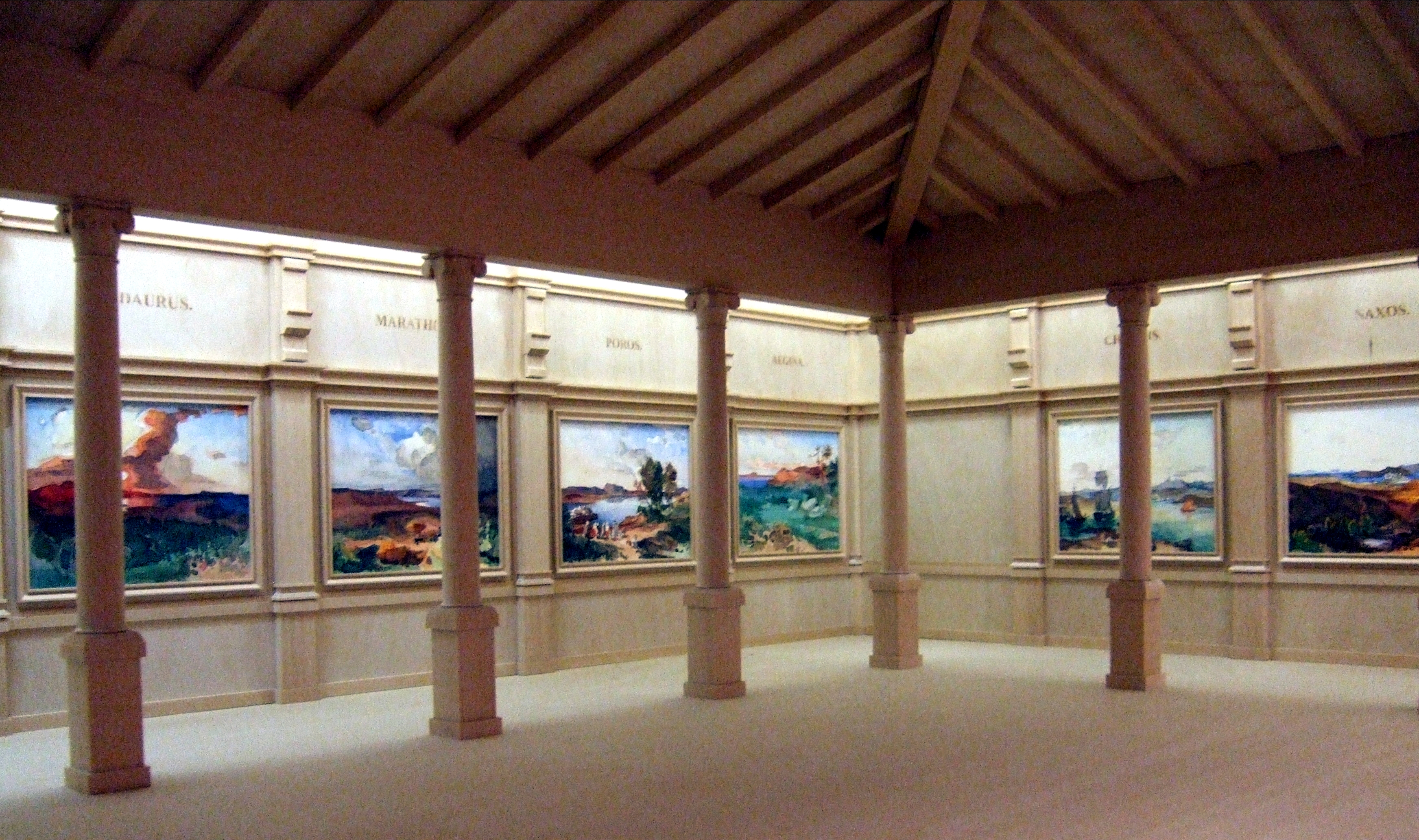
Salle des paysages grecs à la Pinacothèque.